# Demografie Südkoreas

Die Bevölkerungspyramide Südkoreas von 2023 zeigt den starken Geburteneinbruch

Südkorea stand mit einer Einwohnerzahl von ca. 51,7 Mio. auf Platz 27 der einwohnerreichsten Länder weltweit und zählt gleichzeitig zu den am dichtesten besiedelten der Welt. Während des 20. Jahrhunderts erlebte die Bevölkerung des Landes eine dramatische Expansion und weitreichende Urbanisierung und Industrialisierung. Dadurch vollzog sich im Land einen der schnellsten demografischen Übergänge aller Zeiten. Südkorea hat seit den 1990er Jahren mit einer sehr niedrigen Geburtenrate zu kämpfen, was die UNDESA zu der Annahme veranlasste, dass die Bevölkerung des Landes gegen Ende des 21. Jahrhunderts auf knapp 20 Millionen Einwohner schrumpfen wird, wenn die derzeitigen Entwicklungen anhalten. Im Jahr 2018 wurde die Fruchtbarkeit in Südkorea erneut zum Thema der internationalen Debatte, da nur schätzungsweise 325.000 Babys in diesem Jahr geboren wurden und die Fertilitätsrate unter ein Kind pro Frau sank. Damit hat das Land eine der niedrigsten Geburtenraten der Welt.

## Nationale Demografie

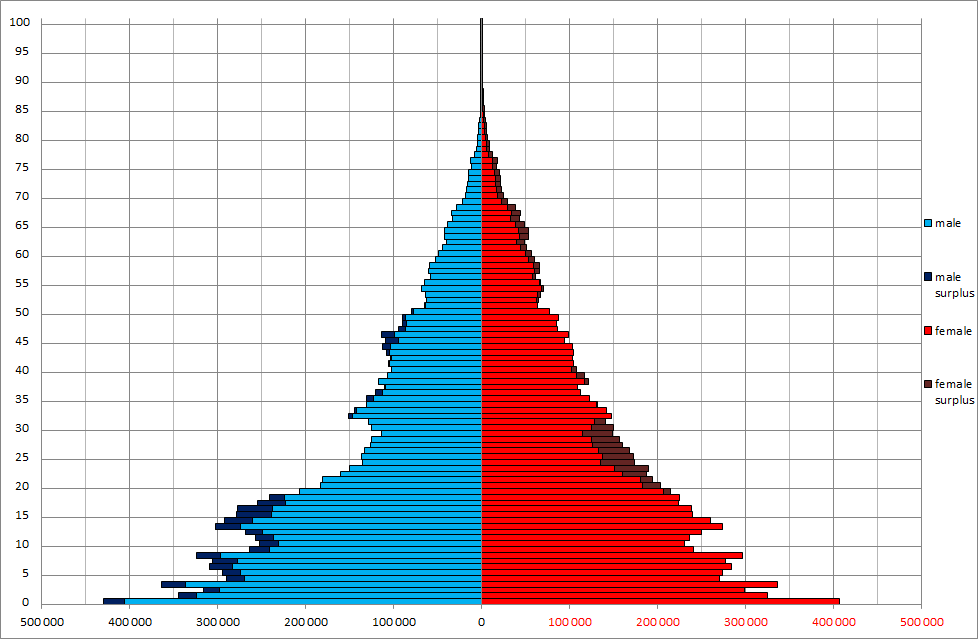
Bevölkerung 1955
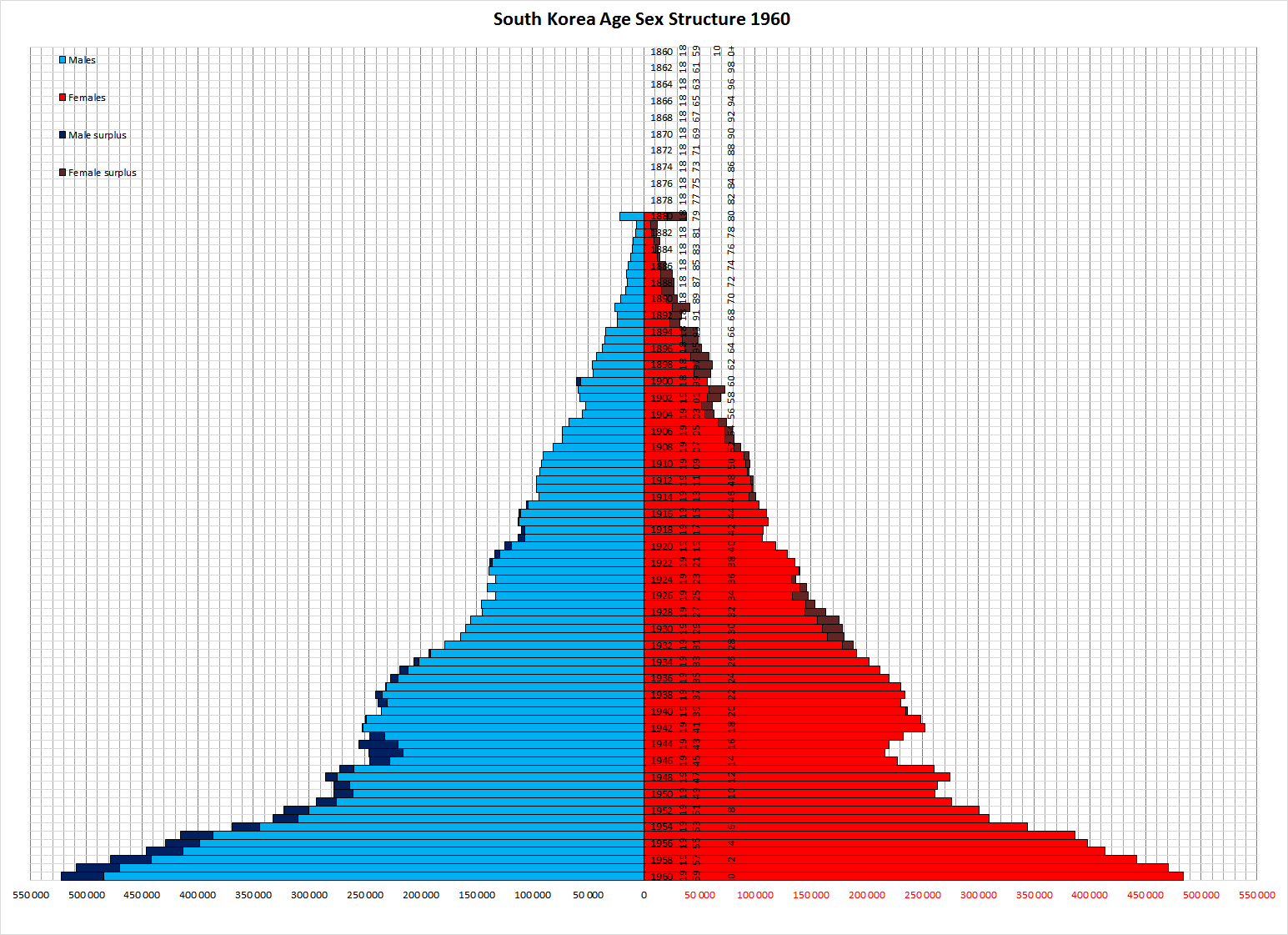
Bevölkerung 1960
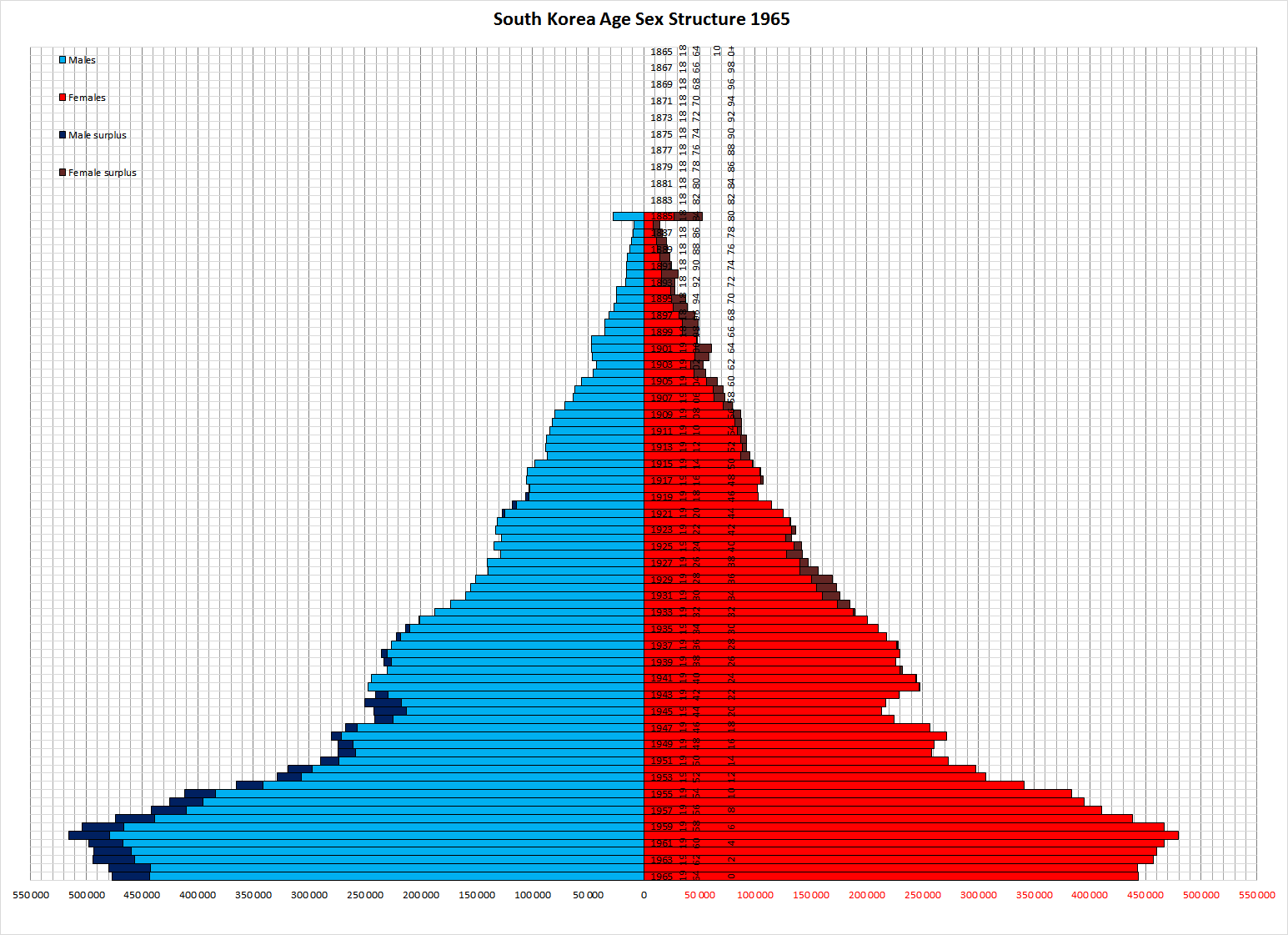
Bevölkerung 1965
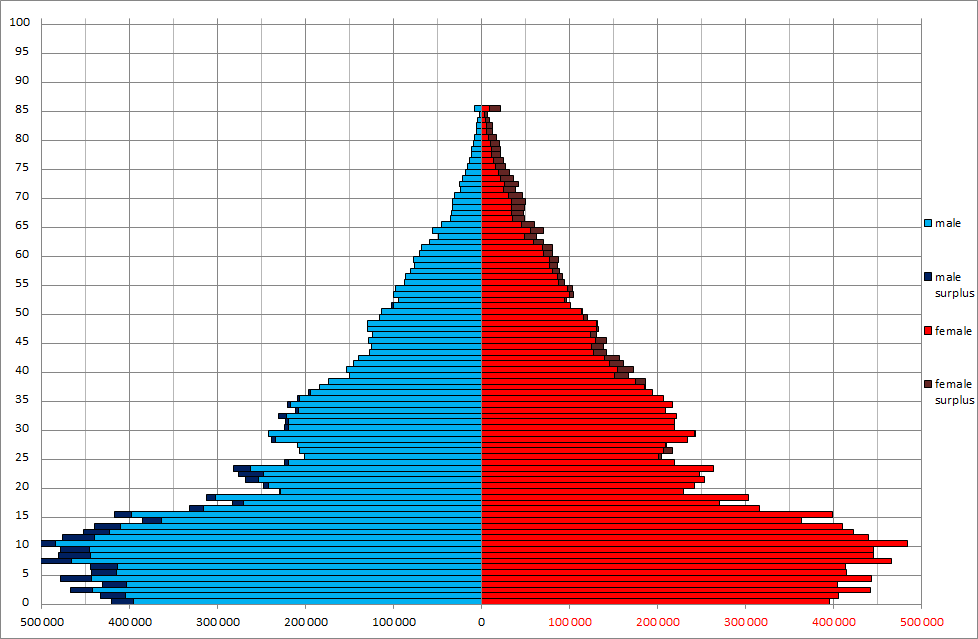
Bevölkerung 1970
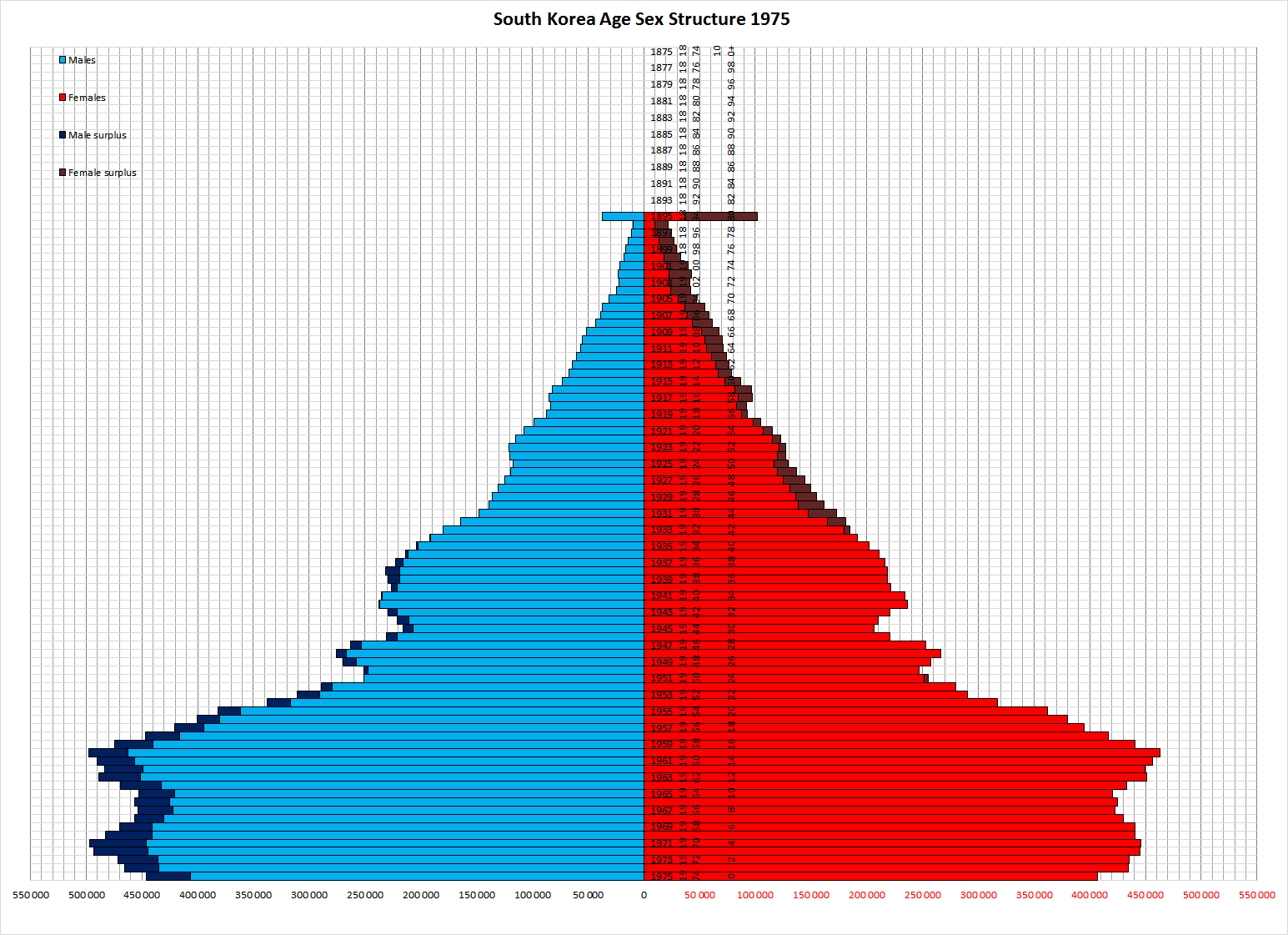
Bevölkerung 1975
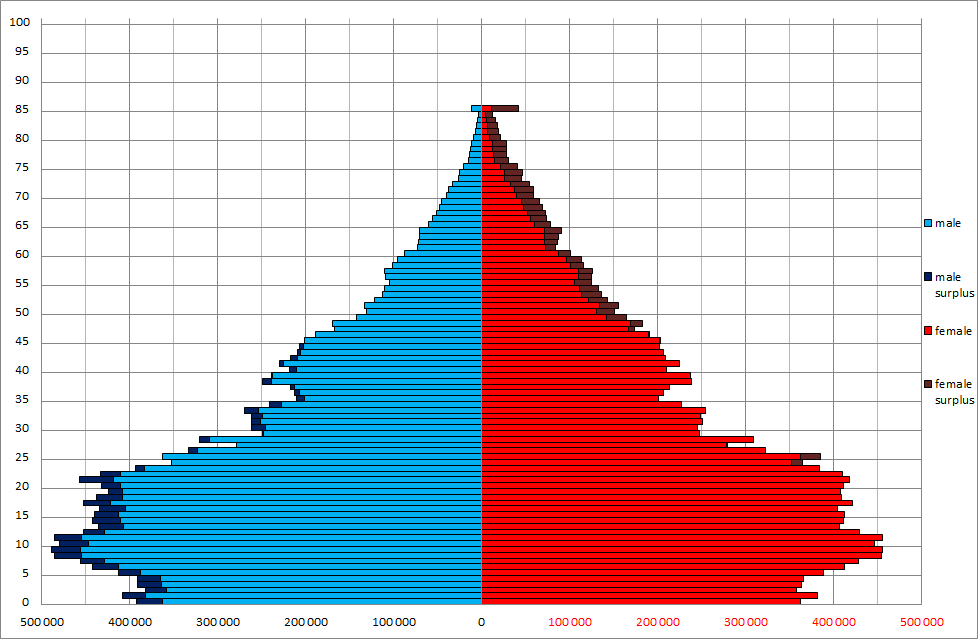
Bevölkerung 1980
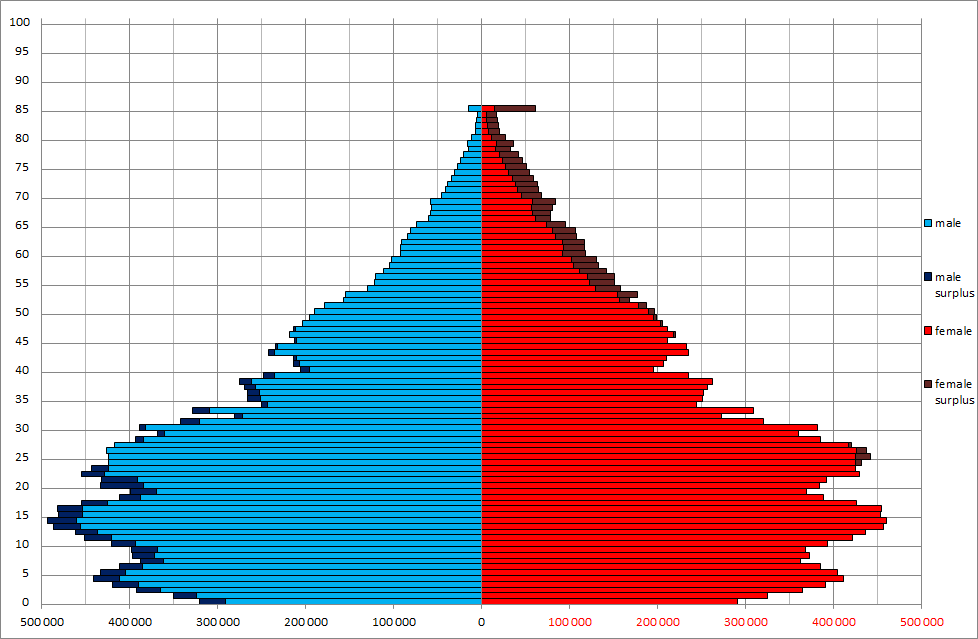
Bevölkerung 1985
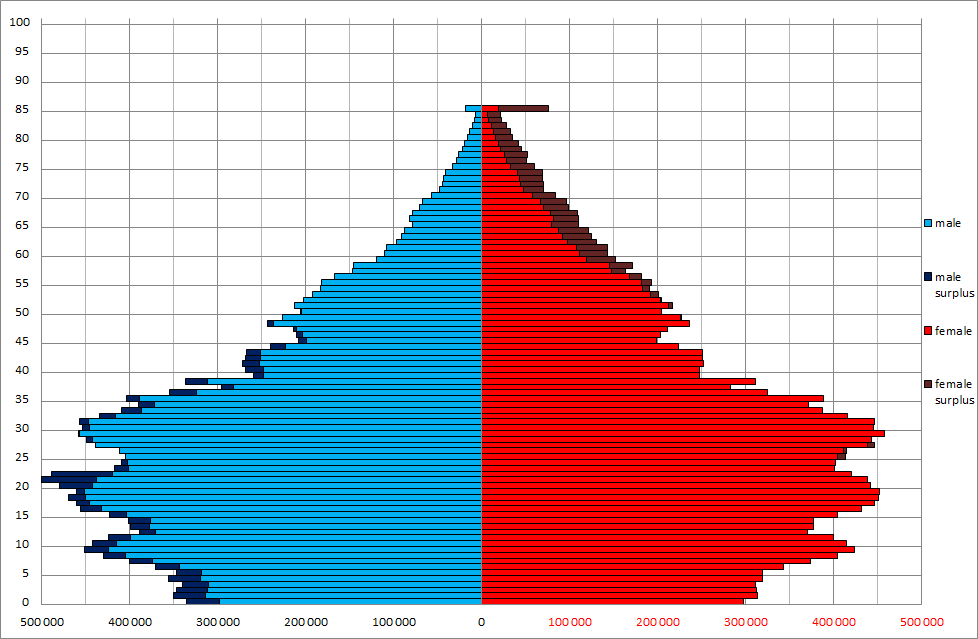
Bevölkerung 1990
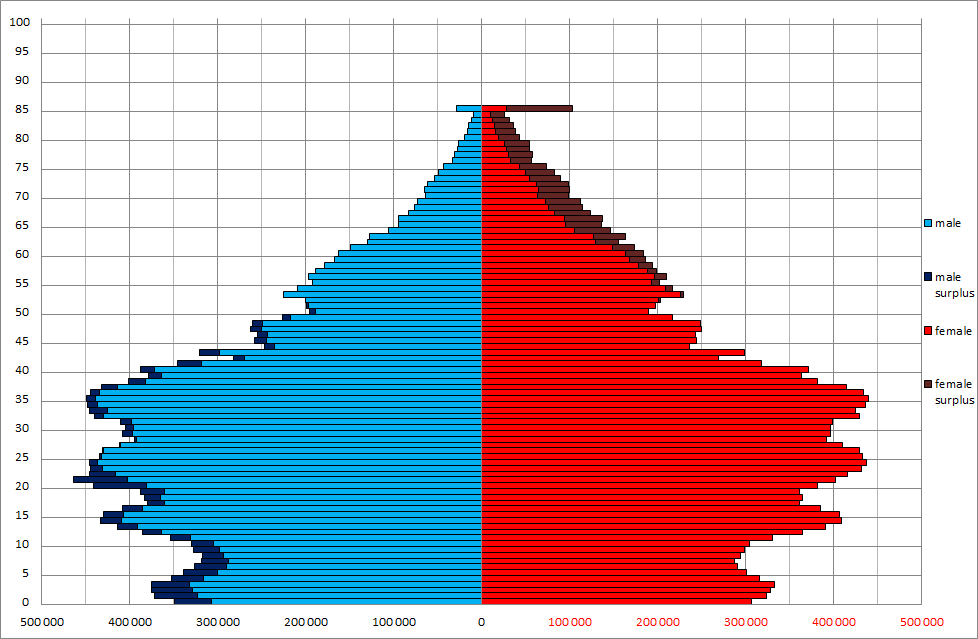
Bevölkerung 1995
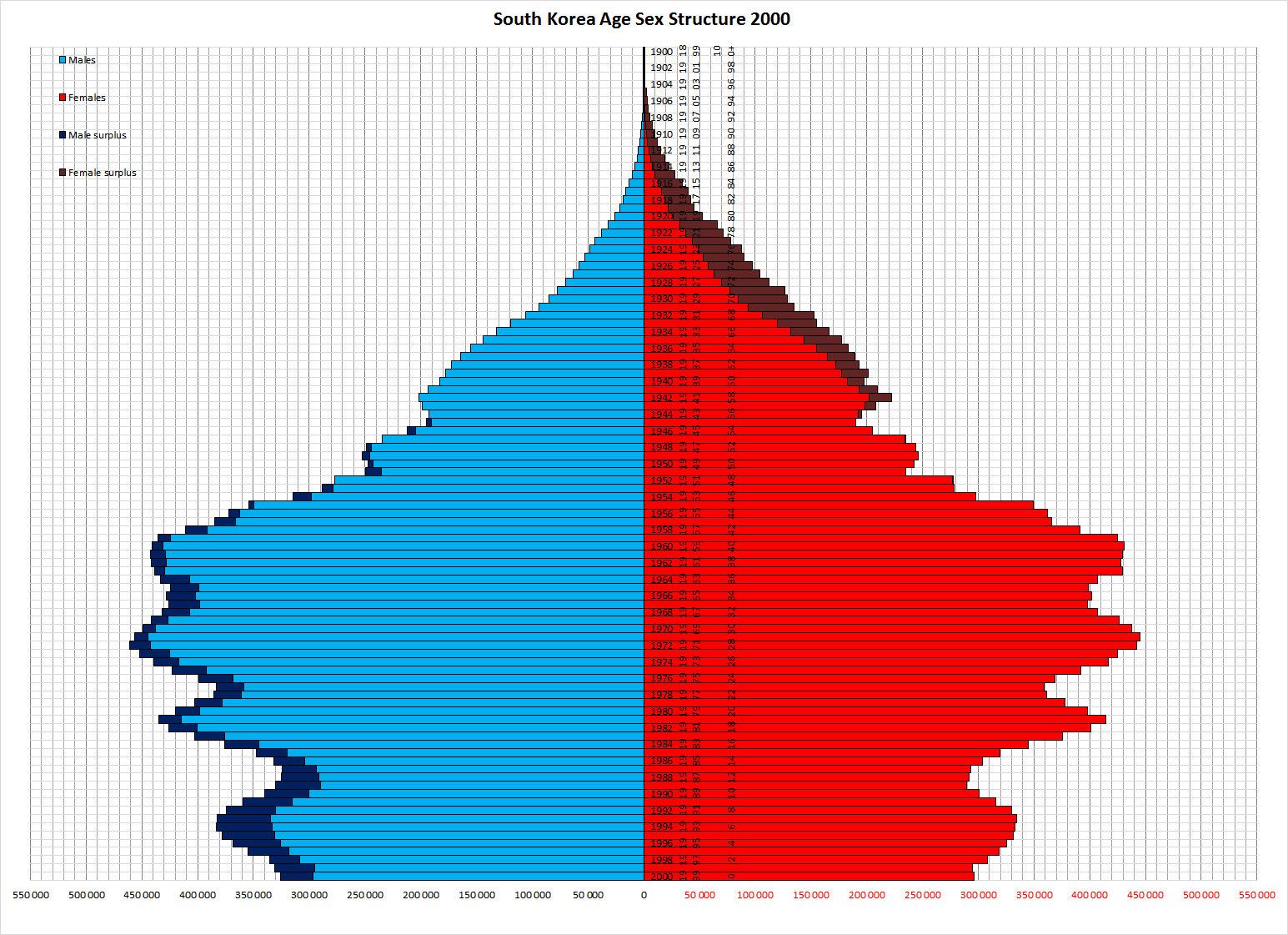
Bevölkerung 2000
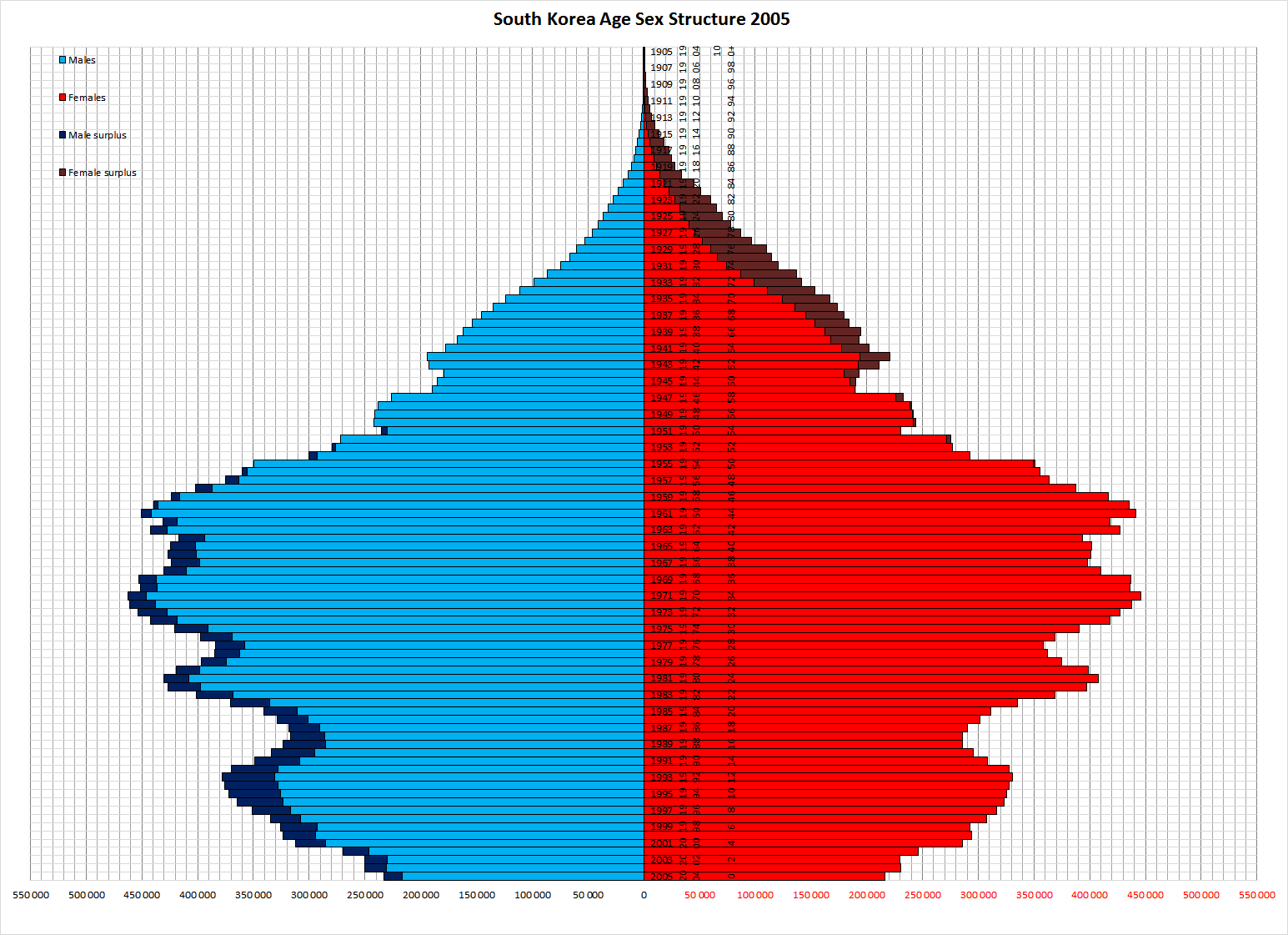
Bevölkerung 2005
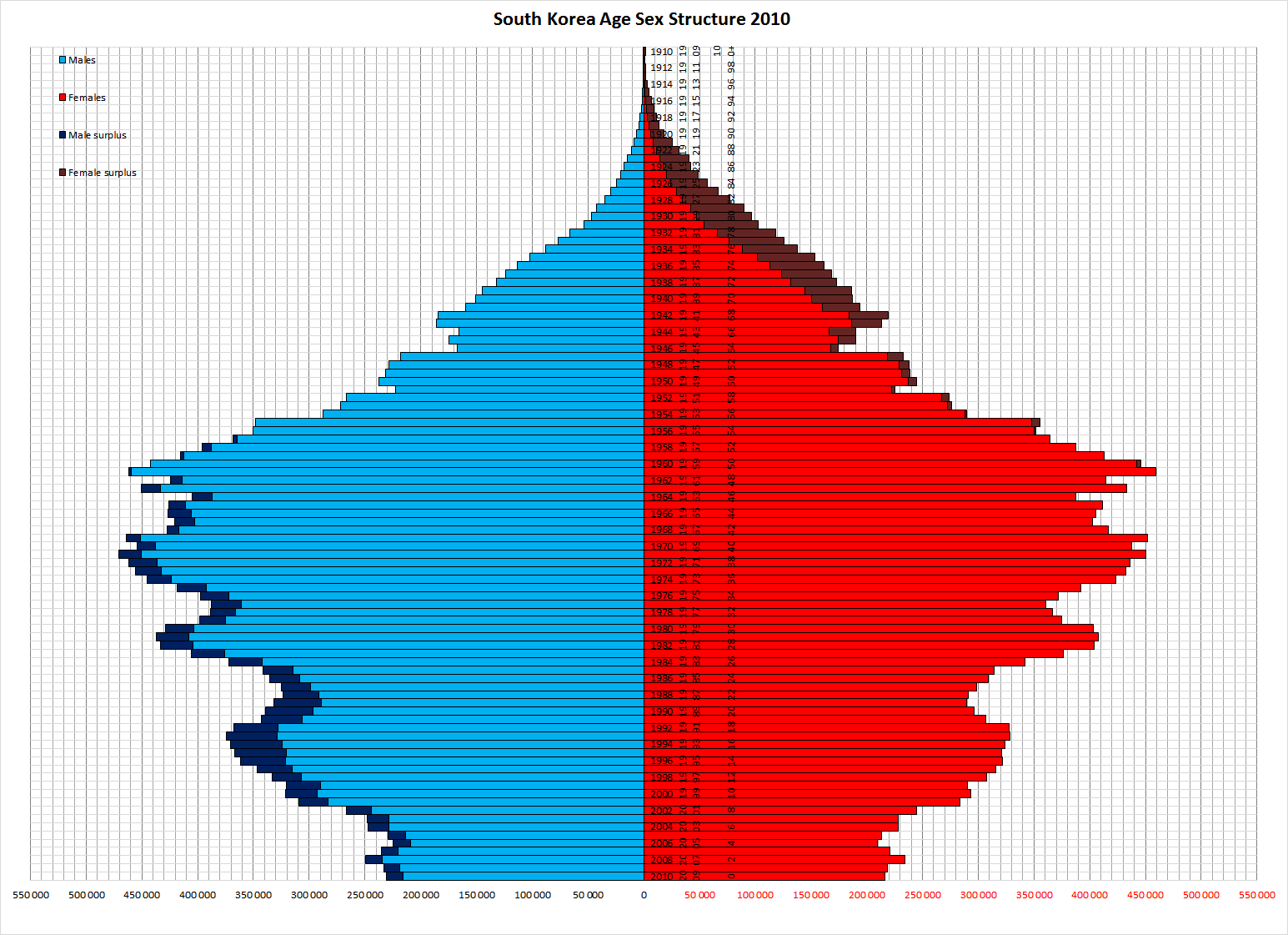
Bevölkerung 2010
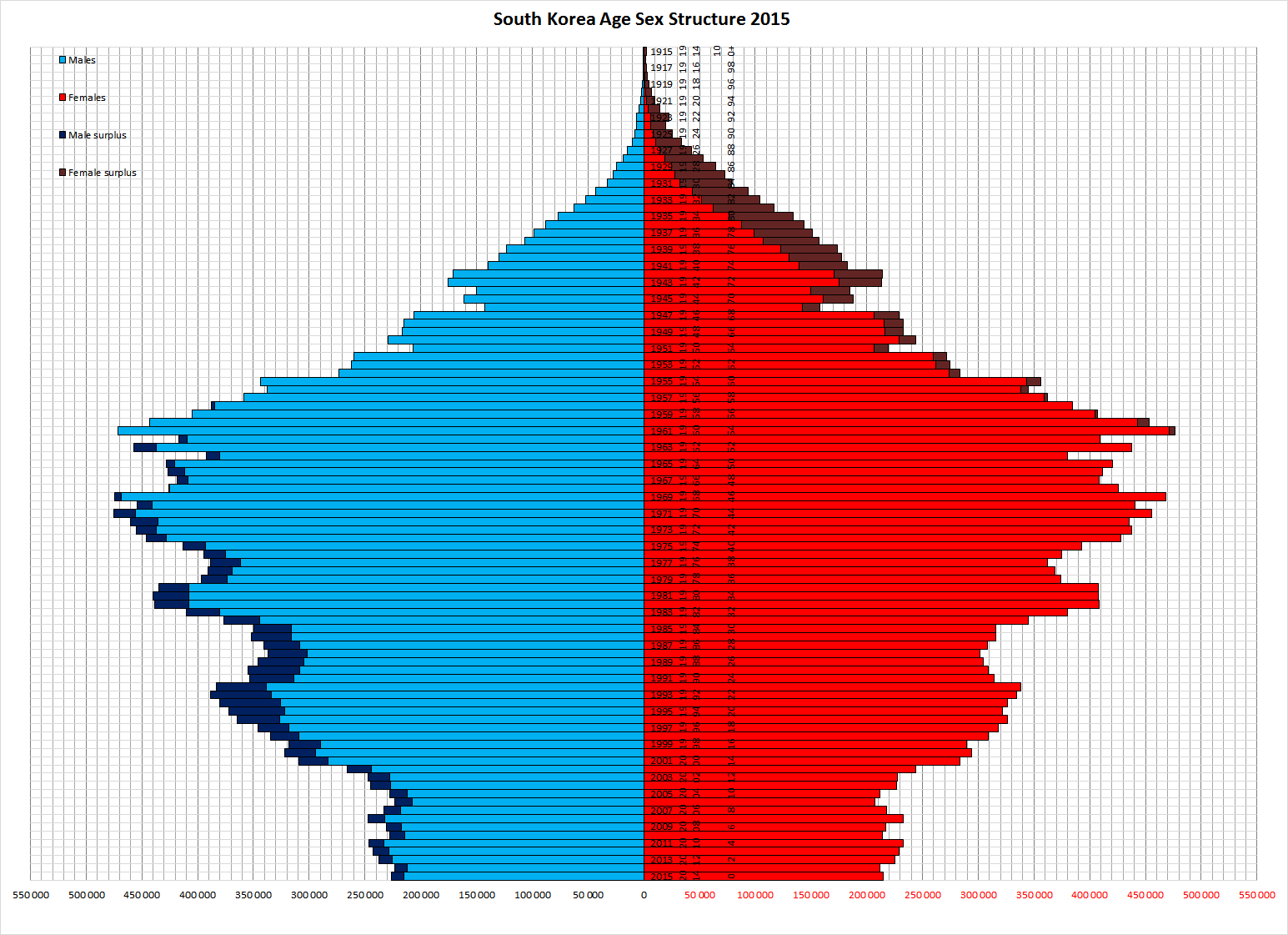
Bevölkerung 2015

Die Bevölkerung Südkoreas wies seit der Gründung der Republik im Jahr 1948 ein robustes Wachstum auf, welches sich aufgrund der Auswirkungen des Wirtschaftswachstums stark verlangsamte. In der ersten offiziellen Volkszählung von 1949 lag die Gesamtbevölkerung Südkoreas bei 20.188.641 Menschen. Die Volkszählung von 1985 ergab eine Verdoppelung der Bevölkerung auf 40.466.577. Das Bevölkerungswachstum lag im Zeitraum von 1949 bis 1955, als die Einwohnerzahl bei 21,5 Millionen lag, bei durchschnittlich etwa 1,1 % pro Jahr. Das Wachstum beschleunigte sich zwischen 1955 und 1966 auf 29,2 Millionen oder einen Jahresdurchschnitt von 2,8 %, sank jedoch im Zeitraum von 1966 bis 1985 deutlich auf einen Jahresdurchschnitt von 1,7 %. Danach sank die durchschnittliche jährliche Wachstumsrate auf unter 1 %, ähnlich den niedrigen Wachstumsraten der meisten Industrieländer und der vom Ministerium für Gesundheit und Soziales für die 1990er Jahre festgelegten Zielgröße. Zum 1. Januar 1989 wurde die Bevölkerung Südkoreas auf ungefähr 42,2 Millionen Menschen geschätzt. Der Anteil der Bevölkerung unter fünfzehn Jahren ist mit der Wachstumsrate zunächst gestiegen und dann wieder gesunken. Im Jahr 1955 waren ungefähr 41,2 % der Bevölkerung unter fünfzehn Jahren alt, ein Prozentsatz, der 1966 auf 43,5 % stieg, bevor er 1975 auf 38,3 %, 1980 auf 34,2 % und 1985 auf 29,9 % zurückging. In der Vergangenheit war der Anteil von Kindern im Verhältnis zur Gesamtbevölkerung groß und hatte die Wirtschaft des Landes stark belastet, vor allem weil beträchtliche Mittel in Bildungseinrichtungen investiert werden mussten. Mit der Verlangsamung der Bevölkerungswachstumsrate und einem Anstieg des Durchschnittsalters (von 18,7 Jahren auf 21,8 Jahre zwischen 1960 und 1980) ähnelte die Altersstruktur der Bevölkerung eher dem säulenförmigen Muster der entwickelten Länder als dem Pyramidenmuster in den meisten Teilen der Dritten Welt. Der Rückgang der Bevölkerungswachstumsrate und des Anteils der Menschen unter fünfzehn Jahren nach 1966 spiegelte den Erfolg offizieller und inoffizieller Verhütungsprogramme wider. Die Regierung von Präsident Rhee Syng-man (1948–1960) war in solchen Angelegenheiten konservativ. Obwohl die christlichen Kirchen 1957 eine Kampagne gegen die Familienplanung initiierten, begann die Regierung von Park Chung Hee, die darüber beunruhigt war, wie die rasch wachsende Bevölkerung das Wirtschaftswachstum untergrub, ein landesweites Familienplanungsprogramm. Andere Faktoren, die zu einer Abschwächung des Bevölkerungswachstums beigetragen haben, waren die Verstädterung, das spätere Heiratsalter von Männern und Frauen, ein höheres Bildungsniveau, eine größere Anzahl von erwerbstätigen Frauen und bessere Gesundheitsstandards.
Zu den an der Familienplanung beteiligten öffentlichen und privaten Einrichtungen gehörten das Ministerium für Gesundheit und Soziales, das Innenministerium, die geplante Elternschaftsvereinigung von Korea und das Koreanische Institut für Familienplanung. In den späten achtziger Jahren gehörten zu ihren Aktivitäten der Verkauf von kostenlosen Geburtenkontrollgeräten und -informationen, Schulungen für Frauen über Familienplanungsmethoden und die Gewährung von Sonderzuschüssen und Privilegien (wie z. B. Darlehen mit niedrigem Zinssatz) an Eltern, die sich einer Sterilisation unterziehen wollten. 1984 wurden 502.000 Südkoreaner sterilisiert, verglichen mit 426.000 im Vorjahr.
Das Gesetz über Mütter- und Kindergesundheit von 1973 legalisierte die Abtreibung. 1983 begann die Regierung mit der Aussetzung von Krankenversicherungsleistungen für die Betreuung schwangerer Frauen mit drei oder mehr Kindern. Sie lehnte außerdem Steuerabzüge ab für Bildungsausgaben von Eltern mit zwei oder mehr Kindern.
Wie in China bereiteten kulturelle Einstellungen Probleme bei Familienplanungsprogrammen. Eine starke Präferenz für Söhne – von denen erwartet wird, dass sie im traditionellen konfuzianischen Wertesystem Koreas im Alter für ihre Eltern sorgen und den Familiennamen weiterführen – bedeutet, dass Eltern von Töchtern normalerweise bis zur Geburt eines Sohnes noch weitere Kinder haben möchten. Die Regierung ermutigte Ehepaare gleichzeitig, nur ein Kind zu haben. Bis heute werden in Südkorea deutlich mehr Jungen als Mädchen geboren, was auf Fälle von geschlechtsselektiver Abtreibung hindeutet.
Die Fertilitätsrate insgesamt (die durchschnittliche Anzahl der Kinder, die eine Frau im Laufe ihres Lebens haben wird) sank von 6,1 Geburten pro Frau im Jahr 1960 auf 4,2 im Jahr 1970, 2,8 im Jahr 1980 und 2,4 im Jahr 1984. Die Zahl der Lebendgeburten, die 1978 mit 711.810 registriert wurde, wuchs 1982 auf einen Höchststand von 917.860. Diese Entwicklung löste bei Familienplanungsexperten Befürchtungen hinsichtlich eines neuen „Babybooms“ aus. Bis 1986 war die Zahl der Lebendgeburten jedoch auf 806.041 zurückgegangen.
Das Bevölkerungswachstum sank weiter und zwischen 2005 und 2010 betrug die Fertilitätsrate für südkoreanische Frauen 1,21 und war eine der niedrigsten der Welt, so die Vereinten Nationen. Die Fertilitätsrate, die weit unter dem Ersatzwert von 2,1 Geburten pro Frau liegt, hat einen nationalen Alarm ausgelöst mit düsteren Vorhersagen einer alternden Gesellschaft, die nicht in der Lage ist, ältere Menschen zu pflegen oder zu unterstützen. Die jüngsten koreanischen Regierungen haben das Thema auf ihrer Tagesordnung priorisiert und versprochen, soziale Reformen durchzuführen, die Frauen ermutigen, Kinder zu bekommen.
Bisher konnten eingeleitete Maßnahmen allerdings keine Wende bringen. Tatsächlich ist die Alterungsgeschwindigkeit in Korea in der Geschichte der Menschheit beispiellos und übertrifft sogar die Japans. Als Gründe für die extrem niedrige Geburtenrate gelten hohe Immobilienpreise in Städten, lange Arbeitszeiten, wirtschaftlicher Druck und Diskriminierung von Müttern im Arbeitsmarkt. Deshalb haben Frauen durchschnittlich erst mit 31 ihr erstes Kind, was einer der spätesten Zeitpunkte der Welt ist. Werden derzeitige Trends nicht umgekehrt, droht eine Steigerung des Medianalters auf ca. 54 Jahre bis zum Jahr 2050 und ein jährlicher Bevölkerungsverlust ab den 2020er Jahren. Südkorea wäre damit die älteste Gesellschaft der Welt, was die wirtschaftliche Tragfähigkeit der sozialen Sicherungssysteme stark belasten würde und wirtschaftliches Wachstum stark einschränken dürfte.

## Ethnische Gruppen
Koreaner sind eins der homogensten und endogamsten Völker der Menschheit. Sie sind genetisch mit Nordost-Asiaten verwandt und zeigen eine nahe Verwandtschaft mit den Japanern, den Mandschu, den Nord-Chinesen, den Ultschen, den Niwchen und einigen anderen sibirischen Völkern sowie den Ureinwohnern Amerikas auf. Die gemeinsame Sprache und vor allem Ethnie werden von den Südkoreanern als wichtiger Bestandteil der Identität betrachtet.
Die koreanische Gesellschaft ist nach wie vor relativ homogen: 96 % der Bevölkerung sind Koreaner. Aufgrund des zunehmenden Arbeitskräftemangels und der starken Alterung der Gesellschaft öffnet sich das Land jedoch zunehmend für Einwanderung. Von 2004 bis 2014 stieg die Anzahl an registrierten Ausländern in Südkorea von etwa 469.000 auf 1,1 Millionen. Südkoreas Einwanderungsbestimmungen sind nach wie vor streng, besonders für Nicht-Asiaten. Die mit Abstand größte Gruppe an Ausländern stammt derzeit aus der Volksrepublik China.
Vor seiner wirtschaftlichen Entwicklung war Südkorea vorwiegend ein Auswanderungsland. Eine große Diaspora koreanischer Abstammung lebt im Ausland, vorwiegend in den Vereinigten Staaten.
| Rang | Herkunftsland       | Anzahl    |
| ---- | ------------------- | --------- |
| 1    | Volksrepublik China | 1.016.607 |
| 2    | Vietnam             | 149.384   |
| 3    | Vereinigte Staaten  | 140.222   |
| 4    | Thailand            | 100.860   |
| 5    | Philippinen         | 56.980    |
| 6    | Usbekistan          | 54.490    |
| 7    | Japan               | 51.297    |
| 8    | Indonesien          | 47.606    |
| 9    | Kambodscha          | 45.832    |
| 10   | Mongolei            | 35.206    |

## Demografische Statistik seit 1925
Registrierte Geburten und Todesfälle

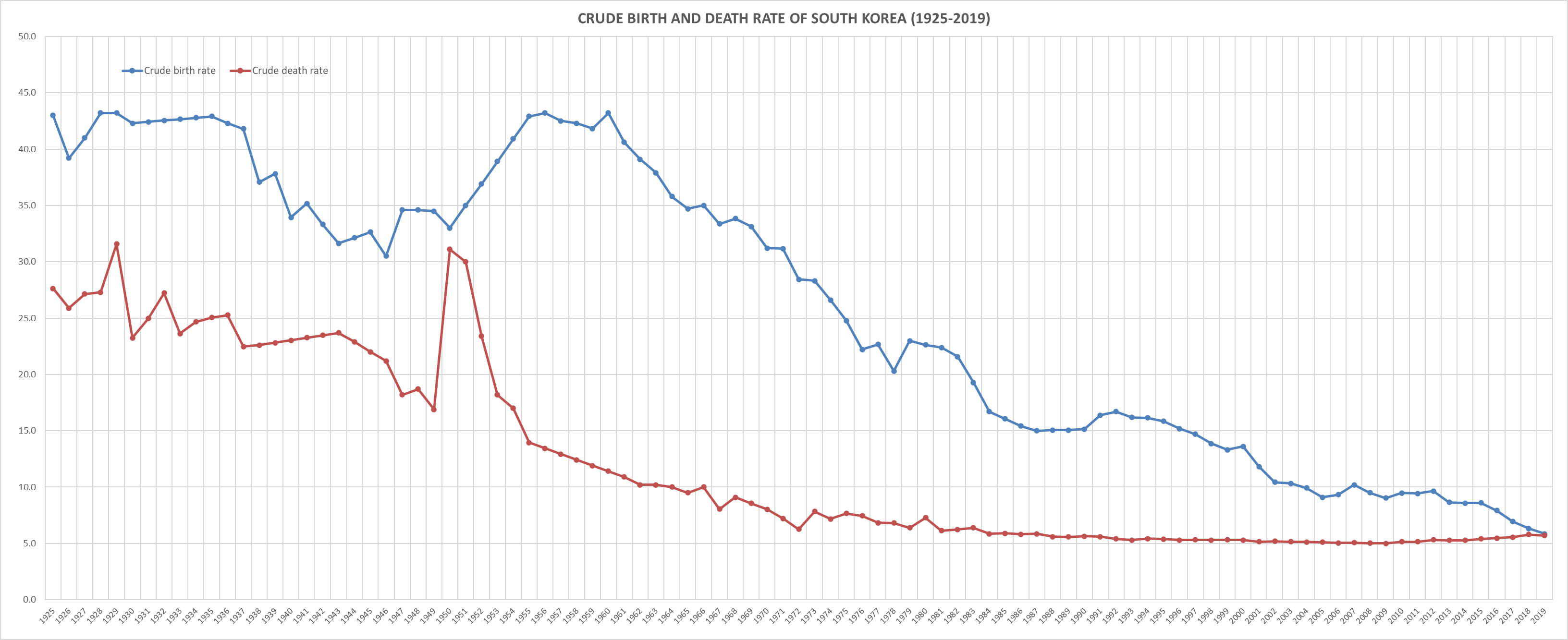
Geburten und Todesfälle in Südkorea (1925–2019)

Quelle:
| Jahr | Bevölkerung | Geburten  | Todesfälle | Veränderung | Geburtenrate (je 1 000 Einw.) | Sterberate (je 1 000 Einw.) | Änderung (je 1 000 Einw.) | Fertilität pro Frau |
| ---- | ----------- | --------- | ---------- | ----------- | ----------------------------- | --------------------------- | ------------------------- | ------------------- |
| 1925 | 12.997.611  | 558.897   | 359.042    | 199.855     | 43,0                          | 27,6                        | 15,4                      | 5,95                |
| 1926 | 13.052.741  | 511.667   | 337.948    | 173.719     | 39,2                          | 25,9                        | 13,3                      | 5,91                |
| 1927 | 13.037.169  | 534.524   | 353.818    | 180.706     | 41,0                          | 27,1                        | 13,9                      | 5,89                |
| 1928 | 13.105.131  | 566.142   | 357.701    | 208.441     | 43,2                          | 27,3                        | 15,9                      | 5,87                |
| 1929 | 13.124.279  | 566.969   | 414.366    | 152.603     | 43,2                          | 31,6                        | 11,6                      | 5,9                 |
| 1930 | 13.880.469  | 587.144   | 322.611    | 264.533     | 42,3                          | 23,2                        | 19,1                      | 5,93                |
| 1931 | 13.895.052  | 589.428   | 346.800    | 242.628     | 42,4                          | 25,0                        | 17,4                      | 5,96                |
| 1932 | 14.117.191  | 600.545   | 384.287    | 216.258     | 42,5                          | 27,2                        | 15,3                      | 5,99                |
| 1933 | 14.229.277  | 607.021   | 336.232    | 270.789     | 42,7                          | 23,6                        | 19,1                      | 6,02                |
| 1934 | 14.449.155  | 618.135   | 356.515    | 261.620     | 42,8                          | 24,7                        | 18,1                      | 6,05                |
| 1935 | 15.061.960  | 646.158   | 377.454    | 268.704     | 42,9                          | 25,1                        | 17,8                      | 6,08                |
| 1936 | 15.114.775  | 639.355   | 381.806    | 257.549     | 42,3                          | 25,3                        | 17,0                      | 6,12                |
| 1937 | 15.235.383  | 636.839   | 342.575    | 294.264     | 41,8                          | 22,5                        | 19,3                      | 6,15                |
| 1938 | 15.358.193  | 569.299   | 347.025    | 222.274     | 37,1                          | 22,6                        | 14,5                      | 6,18                |
| 1939 | 15.486.028  | 585.482   | 353.391    | 232.091     | 37,8                          | 22,8                        | 15,0                      | 6,16                |
| 1940 | 15.559.741  | 527.964   | 358.496    | 169.468     | 33,9                          | 23,0                        | 10,9                      | 6,14                |
| 1941 | 15.745.478  | 553.690   | 366.239    | 187.451     | 35,2                          | 23,3                        | 11,9                      | 6,12                |
| 1942 | 16.013.742  | 533.768   | 376.003    | 157.765     | 33,3                          | 23,5                        | 9,8                       | 6,1                 |
| 1943 | 16.239.721  | 513.846   | 384.881    | 128.965     | 31,6                          | 23,7                        | 7,9                       | 6,08                |
| 1944 | 16.599.172  | 533.215   | 380.121    | 153.094     | 32,1                          | 22,9                        | 9,2                       | 5,98                |
| 1945 | 16.695.819  | 544.786   | 367.308    | 177.478     | 32,6                          | 22,0                        | 10,6                      | 5,88                |
| 1946 | 19.369.270  | 590.763   | 410.629    | 180.134     | 30,5                          | 21,2                        | 9,3                       | 5,79                |
| 1947 | 19.836.234  | 686.334   | 361.019    | 325.315     | 35,0                          | 18,2                        | 16,8                      | 5,69                |
| 1948 | 20.027.393  | 692.948   | 374.512    | 318.436     | 34,6                          | 18,7                        | 15,9                      | 5,59                |
| 1949 | 20.188.641  | 696.508   | 341.188    | 355.320     | 34,5                          | 16,9                        | 17,6                      | 4,81                |
| 1950 | 19.211.386  | 633.976   | 597.474    | 36.502      | 33,0                          | 31,1                        | 1,9                       | 5,05                |
| 1951 | 19.304.737  | 675.666   | 579.142    | 96.524      | 35,0                          | 30,0                        | 5,0                       |                     |
| 1952 | 19.566.860  | 722.018   | 457.865    | 264.153     | 36,9                          | 23,4                        | 13,5                      |                     |
| 1953 | 19.979.069  | 777.186   | 363.619    | 413.567     | 38,9                          | 18,2                        | 20,7                      |                     |
| 1954 | 20.520.601  | 839.293   | 364.850    | 490.433     | 40,9                          | 17,0                        | 23,9                      |                     |
| 1955 | 21.168.611  | 908.134   | 295.302    | 612.832     | 42,9                          | 14,0                        | 28,9                      | 6,33                |
| 1956 | 21.897.911  | 945.990   | 294.344    | 651.646     | 43,2                          | 13,4                        | 29,8                      |                     |
| 1957 | 22.681.233  | 963.952   | 293.344    | 670.608     | 42,5                          | 12,9                        | 29,6                      |                     |
| 1958 | 23.490.027  | 993.628   | 291.864    | 701.764     | 42,3                          | 12,4                        | 29,9                      |                     |
| 1959 | 24.295.786  | 1.016.173 | 289.525    | 726.648     | 41,8                          | 11,9                        | 29,9                      |                     |
| 1960 | 25.012.374  | 1.080.535 | 285.350    | 795.185     | 43,2                          | 11,4                        | 31,8                      | 6,16                |
| 1961 | 25.765.673  | 1.046.086 | 280.846    | 765.240     | 40,6                          | 10,9                        | 29,7                      | 5,99                |
| 1962 | 26.513.030  | 1.036.659 | 270.433    | 760.266     | 39,1                          | 10,2                        | 28,9                      | 5,79                |
| 1963 | 27.261.747  | 1.033.220 | 278.070    | 755.150     | 37,9                          | 10,2                        | 27,7                      | 5,57                |
| 1964 | 27.984.155  | 1.001.833 | 279.842    | 721.991     | 35,8                          | 10,0                        | 25,8                      | 5,36                |
| 1965 | 28.704.674  | 996.052   | 272.694    | 723.358     | 34,7                          | 9,5                         | 25,2                      | 5,16                |
| 1966 | 29.435.571  | 1.030.245 | 294.356    | 735.889     | 35,0                          | 10,0                        | 25,0                      | 4,99                |
| 1967 | 30.130.983  | 1.005.293 | 242.280    | 763.013     | 33,4                          | 8,0                         | 25,4                      | 4,84                |
| 1968 | 30.838.302  | 1.043.321 | 280.308    | 763.013     | 33,8                          | 9,1                         | 24,7                      | 4,72                |
| 1969 | 31.544.266  | 1.044.943 | 270.023    | 774.920     | 33,1                          | 8,6                         | 24,5                      | 4,62                |
| 1970 | 32.240.827  | 1.006.645 | 258.589    | 748.056     | 31,2                          | 8,0                         | 23,2                      | 4,53                |
| 1971 | 32.882.704  | 1.024.773 | 237.528    | 787.245     | 31,2                          | 7,2                         | 23,9                      | 4,54                |
| 1972 | 33.505.406  | 952.780   | 210.071    | 742.709     | 28,4                          | 6,3                         | 22,2                      | 4,12                |
| 1973 | 34.103.149  | 965.521   | 267.460    | 698.061     | 28,3                          | 7,8                         | 20,5                      | 4,07                |
| 1974 | 34.692.266  | 922.823   | 248.807    | 674.016     | 26,6                          | 7,2                         | 19,4                      | 3,77                |
| 1975 | 35.280.725  | 874.030   | 270.657    | 603.373     | 24,8                          | 7,7                         | 17,1                      | 3,43                |
| 1976 | 35.848.523  | 796.331   | 266.857    | 529.474     | 22,2                          | 7,4                         | 14,8                      | 3,00                |
| 1977 | 36.411.795  | 825.339   | 249.254    | 576.085     | 22,7                          | 6,8                         | 15,8                      | 2,99                |
| 1978 | 36.969.185  | 750.728   | 252.298    | 498.430     | 20,3                          | 6,8                         | 13,5                      | 2,64                |
| 1979 | 37.534.236  | 862.669   | 239.986    | 622.683     | 23,0                          | 6,4                         | 16,6                      | 2,90                |
| 1980 | 38.123.775  | 862.835   | 277.284    | 585.551     | 22,6                          | 7,3                         | 15,4                      | 2,82                |
| 1981 | 38.723.248  | 867.409   | 237.481    | 629.928     | 22,4                          | 6,1                         | 16,3                      | 2,57                |
| 1982 | 39.326.352  | 848.312   | 245.767    | 602.545     | 21,6                          | 6,2                         | 15,3                      | 2,39                |
| 1983 | 39.910.403  | 769.155   | 254.563    | 514.592     | 19,3                          | 6,4                         | 12,9                      | 2,06                |
| 1984 | 40.405.956  | 674.793   | 236.445    | 438.348     | 16,7                          | 5,9                         | 10,8                      | 1,74                |
| 1985 | 40.805.744  | 655.489   | 240.418    | 415.071     | 16,1                          | 5,9                         | 10,2                      | 1,66                |
| 1986 | 41.213.674  | 636.019   | 239.256    | 396.763     | 15,4                          | 5,8                         | 9,6                       | 1,58                |
| 1987 | 41.621.690  | 623.831   | 243.504    | 380.327     | 15,0                          | 5,9                         | 9,1                       | 1,53                |
| 1988 | 42.031.247  | 633.092   | 235.779    | 397.313     | 15,1                          | 5,6                         | 9,5                       | 1,55                |
| 1989 | 42.449.038  | 639.431   | 236.818    | 402.613     | 15,1                          | 5,6                         | 9,5                       | 1,56                |
| 1990 | 42.869.283  | 649.738   | 241.616    | 408.122     | 15,2                          | 5,6                         | 9,5                       | 1,57                |
| 1991 | 43.295.704  | 709.275   | 242.270    | 467.005     | 16,4                          | 5,6                         | 10,8                      | 1,71                |
| 1992 | 43.747.962  | 730.678   | 236.162    | 494.516     | 16,7                          | 5,4                         | 11,3                      | 1,76                |
| 1993 | 44.194.628  | 715.826   | 234.257    | 481.569     | 16,0                          | 5,2                         | 10,8                      | 1,65                |
| 1994 | 44.641.540  | 721.185   | 242.439    | 478.746     | 16,0                          | 5,4                         | 10,6                      | 1,66                |
| 1995 | 45.092.991  | 715.020   | 242.838    | 472.182     | 15,7                          | 5,3                         | 10,3                      | 1,63                |
| 1996 | 45.524.681  | 691.226   | 241.149    | 450.077     | 15,0                          | 5,2                         | 9,8                       | 1,57                |
| 1997 | 45.953.580  | 668.344   | 241.943    | 426.401     | 14,4                          | 5,2                         | 9,2                       | 1,52                |
| 1998 | 46.286.503  | 634.790   | 243.193    | 391.597     | 13,6                          | 5,2                         | 8,4                       | 1,45                |
| 1999 | 46.616.677  | 614.233   | 245.364    | 368.869     | 13,0                          | 5,2                         | 7,8                       | 1,41                |
| 2000 | 47.008.111  | 634.501   | 246.163    | 388.838     | 13,3                          | 5,2                         | 8,2                       | 1,47                |
| 2001 | 47.370.164  | 554.895   | 241.521    | 313.374     | 11,6                          | 5,0                         | 6,5                       | 1,30                |
| 2002 | 47.644.736  | 492.111   | 245.317    | 246.794     | 10,2                          | 5,1                         | 5,1                       | 1,17                |
| 2003 | 47.892.330  | 490.543   | 244.506    | 246.037     | 10,2                          | 5,1                         | 5,1                       | 1,18                |
| 2004 | 48.082.519  | 472.761   | 244.217    | 228.544     | 9,8                           | 5,0                         | 4,7                       | 1,15                |
| 2005 | 48.184.561  | 435.031   | 243.883    | 191.148     | 8,9                           | 5,0                         | 3,9                       | 1,08                |
| 2006 | 48.438.292  | 448.153   | 242.266    | 205.887     | 9,2                           | 5,0                         | 4,2                       | 1,12                |
| 2007 | 48.683.638  | 493.189   | 244.874    | 248.315     | 10,0                          | 5,0                         | 5,1                       | 1,25                |
| 2008 | 49.054.708  | 465.892   | 246.113    | 219.779     | 9,4                           | 5,0                         | 4,4                       | 1,19                |
| 2009 | 49.307.835  | 444.849   | 246.942    | 197.907     | 9,0                           | 5,0                         | 4,0                       | 1,15                |
| 2010 | 49.554.112  | 470.171   | 255.405    | 214.766     | 9,4                           | 5,1                         | 4,3                       | 1,23                |
| 2011 | 49.936.638  | 471.265   | 257.396    | 213.869     | 9,4                           | 5,1                         | 4,3                       | 1,24                |
| 2012 | 50.199.853  | 484.550   | 267.221    | 217.329     | 9,6                           | 5,3                         | 4,3                       | 1,30                |
| 2013 | 50.428.893  | 436.455   | 266.257    | 170.198     | 8,6                           | 5,3                         | 3,4                       | 1,19                |
| 2014 | 50.746.659  | 435.435   | 267.692    | 167.743     | 8,6                           | 5,3                         | 3,3                       | 1,21                |
| 2015 | 51.014.947  | 438.420   | 275.895    | 162.525     | 8,6                           | 5,4                         | 3,2                       | 1,24                |
| 2016 | 51.245.707  | 406.243   | 280.827    | 125.416     | 7,9                           | 5,5                         | 2,4                       | 1,17                |
| 2017 | 51.446.201  | 357.771   | 285.534    | 72.237      | 7,0                           | 5,6                         | 1,4                       | 1,05                |
| 2018 | 51.635.256  | 326.822   | 298.820    | 28.002      | 6,4                           | 5,8                         | 0,6                       | 0,98                |
| 2019 | 51.709.098  | 302.676   | 295.132    | 7.544       | 5,9                           | 5,7                         | 0,2                       | 0,92                |
| 2020 | 51.829.023  | 272.410   | 305.127    | −32.717     | 5,3                           | 5,9                         | −0,6                      | 0,84                |
| 2021 | 51.744.876  | 260.562   | 317.680    | −57.118     | 5,1                           | 6,2                         | −1,1                      | 0,81                |
| 2022 | 51.628.117  | 249.186   | 372.828    | −123.614    | 4,9                           | 7,3                         | −2,4                      | 0,78                |
| 2023 | 51.430.018  | 229.971   | 352.721    | −122.750    | 4,5                           | 6,9                         | −2,4                      | 0,72                |

## Urbanisierung
Wie andere Schwellenländer verzeichnete auch Südkorea ein rasches Wachstum der städtischen Gebiete verursacht durch die Abwanderung einer großen Anzahl von Menschen vom Land. War Südkorea bis in die 1970er Jahre noch vorwiegend eine Agrargesellschaft, ist es inzwischen eines der am meisten urbanisierten Länder der Welt. 2017 lebten 81,5 % der Bevölkerung in Städten (1960 waren es noch 27,7 % der Bevölkerung). Knapp die Hälfte der Bevölkerung lebt im Einzugsgebiet der Hauptstadt Seoul. Aufgrund des Platzmangels lebt ein großer Teil der Bevölkerung in Appartementblocks in Vorstädten.
| Jahr | Urbanisierungsrate in % |
| ---- | ----------------------- |
| 1960 | 27,71 %                 |
| 1970 | 40,70 %                 |
| 1980 | 56,72 %                 |
| 1990 | 73,84 %                 |
| 2000 | 79,62 %                 |
| 2010 | 81,94 %                 |
| 2023 | 81,00 %                 |

## Gesundheit
Die Lebenserwartung ist rapide angestiegen. Südkorea lag 2016 weltweit auf Platz 11 bei der Lebenserwartung. Südkorea hat eine der weltweit niedrigsten HIV/AIDS-Prävalenzraten, wobei nur 0,1 % der Bevölkerung infiziert sind. Südkorea hat außerdem eine der niedrigsten Raten der Kindersterblichkeit. Südkorea hat zudem mit 4,7 % eine sehr niedrige Rate an stark übergewichtigen Personen im Vergleich mit anderen entwickelten Ländern. Der Anteil an Rauchern und der Alkoholkonsum pro Kopf gehört allerdings zu den höchsten der Welt. Suizid ist in Südkorea ein ernstes und weit verbreitetes Problem, insbesondere unter jungen Menschen. Die Selbstmordrate war 2015 in der OECD am zweithöchsten (25,8 Todesfälle pro 100.000 Personen).
Südkorea, das 1950 noch eine Lebenserwartung von nur 35,4 Jahren hatte, soll gemäß Prognosen bis 2032 das Land mit der höchsten Lebenserwartung der Welt sein (Männer: 84 Jahre; Frauen: 92 Jahre).

### Entwicklung der Lebenserwartung von 1908 bis 2015
Quelle: Our World In Data und die UN.
1865–1949
| Jahre                     | 1908 | 1913 | 1918 | 1923 | 1928 | 1933 | 1938 | 1942 | 1950 |
| ------------------------- | ---- | ---- | ---- | ---- | ---- | ---- | ---- | ---- | ---- |
| Lebenserwartung in Jahren | 23,5 | 25,0 | 27,0 | 29,5 | 33,6 | 37,4 | 42,6 | 44,9 | 46,7 |

1950–2015
| Periode   | Lebenserwartung in Jahren | Periode   | Lebenserwartung in Jahren |
| --------- | ------------------------- | --------- | ------------------------- |
| 1950–1955 | 47,9                      | 1985–1990 | 70,3                      |
| 1955–1960 | 51,2                      | 1990–1995 | 72,9                      |
| 1960–1965 | 54,8                      | 1995–2000 | 75,0                      |
| 1965–1970 | 58,8                      | 2000–2005 | 77,2                      |
| 1970–1975 | 63,1                      | 2005–2010 | 79,4                      |
| 1975–1980 | 65,0                      | 2010–2015 | 81,3                      |
| 1980–1985 | 67,4                      |           |                           |

Quelle: UN World Population Prospects

## Sprachen
Die koreanische Sprache ist die Muttersprache, die von der großen Mehrheit der Bevölkerung gesprochen wird. Englisch wird sowohl in öffentlichen als auch in privaten Schulen allgemein als Fremdsprache unterrichtet. Im Vergleich zu anderen industrialisierten Ländern ist die allgemeine Englischkenntnis im Land jedoch noch relativ gering, unter der jüngeren Generation allerdings deutlich besser. Es gibt eine chinesische Minderheit, die Mandarin und Kantonesisch spricht. Einige ältere Menschen sprechen möglicherweise noch Japanisch, was während der japanischen Herrschaft in Korea (1905–1945) offiziell war.

## Religion
Koreaner haben historisch unter den religiösen Einflüssen des Schamanismus, Buddhismus, Daoismus oder Konfuzianismus gelebt. Durch westliche Missionare gewann das Christentum an Einfluss. 2015 waren 27,6 % der Bevölkerung Christen (Protestanten: 19,7 %, Katholiken: 7,9 %), 15,5 % waren Buddhisten und 56,9 % hatten keine Religion oder praktizierten Konfuzianismus oder Daoismus. Südkorea gehört damit zu den am meisten säkularisierten Ländern weltweit.